# Drozdek rudy
Drozdek rudy (Hylocichla mustelina) – gatunek ptaka z rodziny drozdowatych (Turdidae), jedyny przedstawiciel rodzaju Hylocichla. Nie wyróżnia się podgatunków.

## Morfologia
Długość ciała 19–21 cm, rozpiętość skrzydeł 30–34 cm, masa ciała 40–50 g.
Wierzch głowy oraz grzbiet cynamonowordzawe, przechodzące w oliwkowobrązowe pokrywy nadogonowe i ogon. Wokół oczu widoczna wąska, biała obrączka. Białe pokrywy uszne w delikatne brązowe kreski. Spód ciała biały z dużymi, ciemnymi, okrągłymi plamami na gardle, piersi, bokach oraz brzuchu. Obie płci są podobne. Młode ptaki podobnie ubarwione, lecz ze śniadooliwkowymi lub płowymi plamkami na głowie i wierzchu ciała; na pokrywach podskrzydłowych czasami widoczne 1 albo 2 niewyraźne białe paski.

## Zasięg, środowisko
Występuje w środkowo-wschodniej i środkowej Ameryce Północnej – w południowo-wschodniej Kanadzie oraz środkowych i wschodnich Stanach Zjednoczonych. Zimuje we wschodnim Meksyku i Ameryce Centralnej.
W sezonie lęgowym ptaki te zamieszkują dojrzałe lasy liściaste i mieszane, choć spotykane są też w lasach pofragmentowanych, a nawet w podmiejskich parkach. Na zimowiskach najliczniej występują w głębi dojrzałych, cienistych lasów tropikalnych na nizinach, ale także na obrzeżach lasów i w gęstym podszycie lasów wtórnych.

## Status
Międzynarodowa Unia Ochrony Przyrody (IUCN) od 2020 roku uznaje drozdka rudego za gatunek najmniejszej troski (LC – least concern); wcześniej, od 2014 roku miał on status gatunku bliskiego zagrożenia (NT – near threatened), a od 1988 roku – najmniejszej troski. Organizacja Partners in Flight szacuje liczebność populacji lęgowej na 12 milionów osobników. Trend liczebności populacji jest spadkowy.